# La Parota, Michoacán de Ocampo
La Parota är en ort i Mexiko.   Den ligger i kommunen Arteaga och delstaten Michoacán de Ocampo, i den södra delen av landet, 300 km väster om huvudstaden Mexico City. La Parota ligger 674 meter över havet och antalet invånare är 110.
Terrängen runt La Parota är kuperad. Runt La Parota är det mycket glesbefolkat, med 7 invånare per kvadratkilometer. Närmaste större samhälle är Arteaga, 8,4 km väster om La Parota. I omgivningarna runt La Parota växer huvudsakligen savannskog.